# Nas Ondas do Havaí
Nas Ondas do Havaí, também chamado de Nas Ondas 6 foi a sexta edição do reality show esportivo brasileiro Nas Ondas, apresentado pela Rede Globo, e que é exibido no programa Esporte Espetacular (dentro programação do Verão Espetacular). O evento, que foi ao ar no dia 08 de março de 2015, encerrou a programação do Verão Espetacular 2014/15.
Nesta edição, cinco dos maiores surfistas do Brasil (Jadson André, Alejo Muniz, Wiggolly Dantas, Miguel Pupo e Filipe Toledo), todos representantes da chamada "Brazilian Storm", desafiaram o então atual campeão mundial, Gabriel Medina, na ilha de Oahu.
Os juízes desta edição foram os surfistas Pedro Scooby, Bruno Santos e Teco Padaratz.

## Fórmula de disputa
Os 6 competidores foram divididos em três baterias formado por 2 surfistas, que competiram homem a homem. Os vencedores de cada bateria carimbaram a vaga na decisão.
As notas contabilizadas foram apenas as duas melhores notas de cada surfista.

## Disputas

### Fase classificatória
| Bateria   | Competidor      | Nota  | Fonte         |
| --------- | --------------- | ----- | ------------- |
| Bateria 1 | Filipe Toledo   | 14,17 | Globo Esporte |
| Bateria 1 | Wiggolly Dantas | 12,50 | Globo Esporte |
| Bateria 2 | Miguel Pupo     | 12,33 | Globo Esporte |
| Bateria 2 | Jadson André    | 10,83 | Globo Esporte |
| Bateria 3 | Gabriel Medina  | 11,76 | Globo Esporte |
| Bateria 3 | Alejo Muniz     | 11,16 | Globo Esporte |

### Finalíssima
| Posição      | Competidor     | Nota 1 | Nota 2 | Nota final | Fonte            |
| ------------ | -------------- | ------ | ------ | ---------- | ---------------- |
| Campeão      | Filipe Toledo  | 8,00   | 8,34   | 16,34      | GloboEsporte.com |
| Vice-campeão | Gabriel Medina | 7,50   | 7,67   | 15,17      | GloboEsporte.com |
| 3o Lugar     | Miguel Pupo    | 1,50   | 5,67   | 7,17       | GloboEsporte.com |